# Paul Barbette
Pour les articles homonymes, voir Barbette (homonymie).
Paul Barbette (5 février 1620, Strasbourg - 1666 ?, Amsterdam) est un célèbre médecin hollandais.

## Biographie
Après avoir terminé ses études de médecine à l'université de Leyde en 1645, Paul Barbette pratique à la fois la médecine et la chirurgie à Amsterdam. Il est un ennemi déclaré de la saignée dans tous les cas, et a surtout confiance dans les sudorifiques. Il propose l'opération de gastrostomie dans les cas d'invagination des intestins, et introduit quelques améliorations dans les instruments chirurgicaux. 
Il écrit de nombreux ouvrages, qui ont été souvent réimprimés, et est tenu en son temps comme une autorité considérable. Ses écrits, pourtant, contiennent peu de choses qui soit originales, mais ils laissent voir une grande expérience et une profonde connaissance de sa profession. En néerlandais et en latin, ils ont été rassemblés dans Opera omnia medica et chirurgica (Amsterdam, 1672, 8 volumes), qui a été traduit en italien, en allemand, en français et en anglais.